# Phare d'Høgsteinen
Le phare d'Høgsteinen (en norvégien : Høgsteinen fyr)  est un phare côtier de la commune de Giske, dans le Comté de Møre og Romsdal (Norvège). Il est géré par l'administration côtière norvégienne (en norvégien : Kystverket).
Le phare est classé patrimoine culturel par le Riksantikvaren depuis 2000.

## Histoire
Le phare se trouve au sud de l'île de Godøya, au bout d'une jetée en pierre. Construit en 1857, sa lanterne d'origine a été remplacée en 1905.Il marque le point sud-est de l'île qui est reliée à Ålesund par une série de ponts et tunnels.

## Description
Le phare  est une tour cylindrique en brique de 13 mètres de haut, avec une galerie et lanterne en fonte. L'édifice est peint en blanc et la lanterne est rouge. Son feu à occultations émet, à une hauteur focale de 12 mètres, un groupe éclat blanc, rouge et vert selon différents secteurs toutes les 6 secondes. Sa portée nominale est de 7 milles nautiques (environ 13 km).
Identifiant : ARLHS : NOR-121 ; NF-3285 - Amirauté : L0756 - NGA : 6044 .
|          |
| Le phare |

### Lien connexe
- Liste des phares de Norvège